# 姆布達
姆布達是非洲中西部國家喀麥隆的城市，由西部省負責管轄，位於該國西北部巴富薩姆和巴門達之間，海拔高度249米，2001年人口為101,100。
5°38′N 10°15′E / 5.633°N 10.250°E